# Pentax K-1
K-1 Mark II

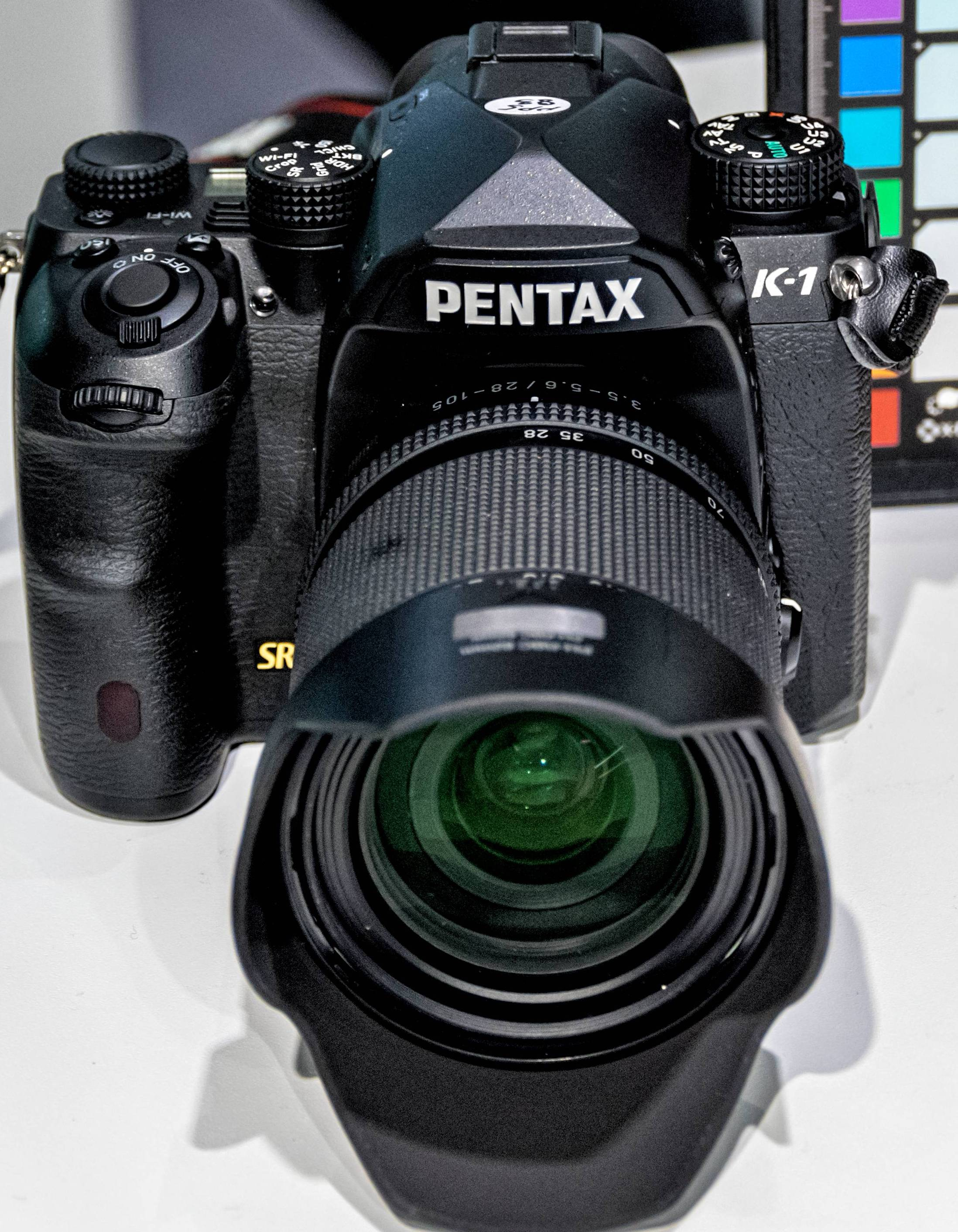
Pentax K-1

Le Pentax K-1 est le premier appareil photographique reflex numérique plein format produit par Pentax. Il a été annoncé le 17 février 2016.
En tant que reflex professionnel et porte-étendard de la gamme Pentax, le Pentax K-1 embarque le système de réduction de vibration capteur sur 5 axes nommé SR II, un système d'écran orientable ainsi qu'une version améliorée du système d'autofocus (SAFOX XII). Il est compatible avec la poignée d'alimentation D-BG6, spécialement créée pour le boitier.

## Technologies

### Autofocus
Le K-1 dispose d'un nouveau système d'autofocus SAFOX XII à 33 points dont 25 croisés. Il dispose d'un mode de suivi qui permet de suivre le sujet jusqu'à 4,4 images par seconde en résolution plein format ou 6,5 images par seconde en format APS-C.

### Réduction de vibrations
Le Pentax K-1 incorpore une nouvelle version (Shake Reduction II) du système de réduction de vibration intégré au boitier qui a été adapté à des capteurs plein formats 40 % plus lourds que les équivalents APS-C pour lesquels la technologie a été initialement développée.

### Pixel-Shifting
Le Pentax K-1 adapte au plein format une technologie d'acquisition de série d'images introduite sur le Pentax K3-II. Le Pixel-shifting s'appuie sur l'acquisition de quatre images décalées successivement d'un pixel pour éviter la débayerisation des données du capteur. Par effet de moyennage, il réduit également le bruit présent sur les images.

### Astro Tracer
Utilisant le système de réduction de vibration, le Pentax K-1 réduit les effets des déplacements d'étoiles lors des poses longues.

### Autres améliorations
La synchronisation du flash a été améliorée de 1/180 s à 1/200 s.
Le GPS et le Wi-Fi sont désormais intégrés au boitier.

## Ergonomie
Le Pentax K-1 introduit certaines nouveautés ergonomiques par rapport aux précédents reflex de la marque. L'écran de l'appareil est ainsi monté sur un système qui permet sa rotation autour de l'axe optique ainsi que son inclinaison. Malgré cette liberté de mouvement, les charnières de l'écran sont résistantes à une traction maximale de 20 kg. Un changement ergonomique a également été apporté avec l'introduction de deux molettes supplémentaires permettant de régler rapidement des paramètres du boitier sans accéder aux menus. Afin de faciliter les opérations des photographes opérant en basse lumière, le Pentax K-1 a été équipé de petites LED à plusieurs endroits (monture, logement des cartes SD, écran). Dans la tradition des viseurs Pentax, le K-1 est équipé d'un viseur 100 % de grossissement 0,7x.

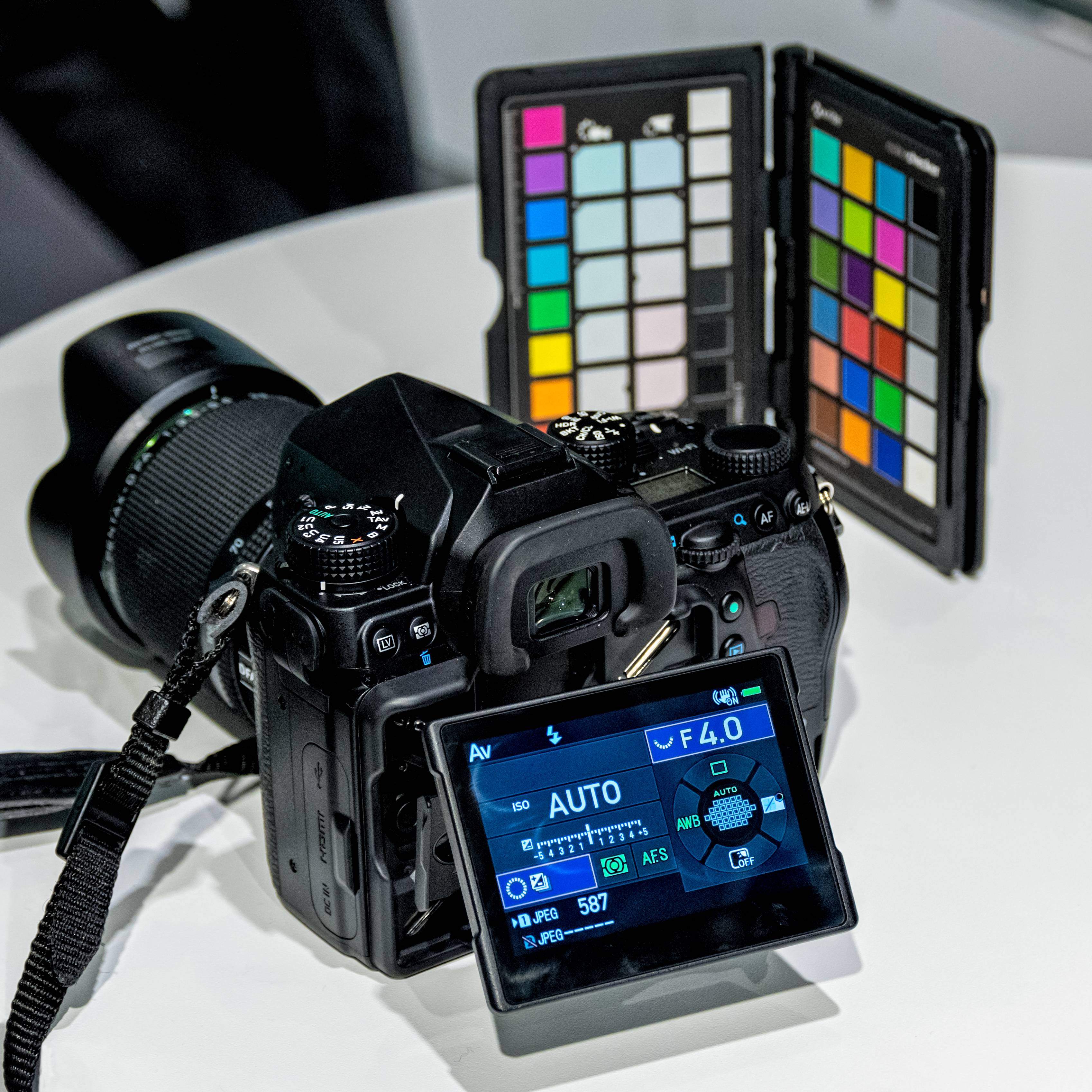
par derrière
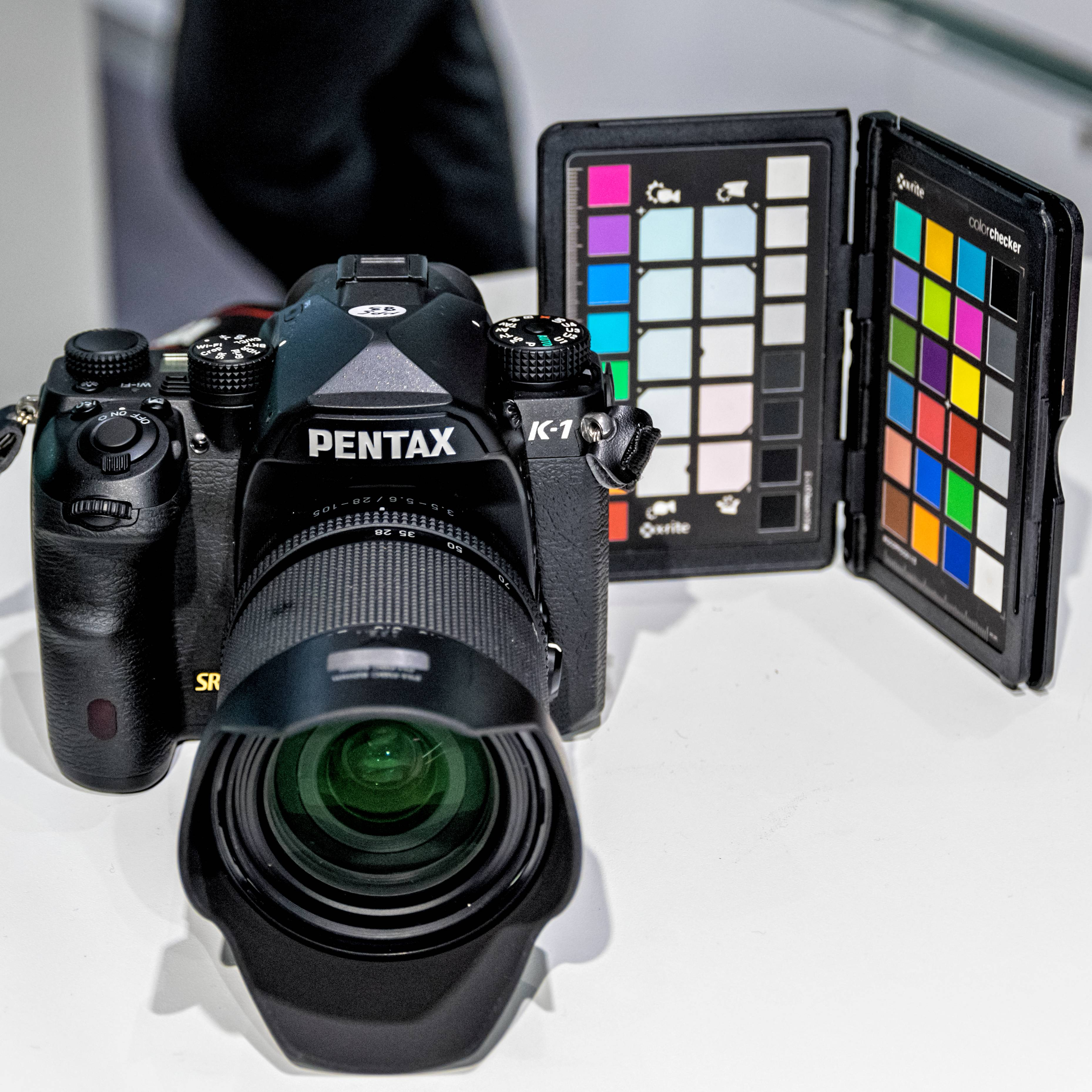
de l'avant,  28-105mm Zoom
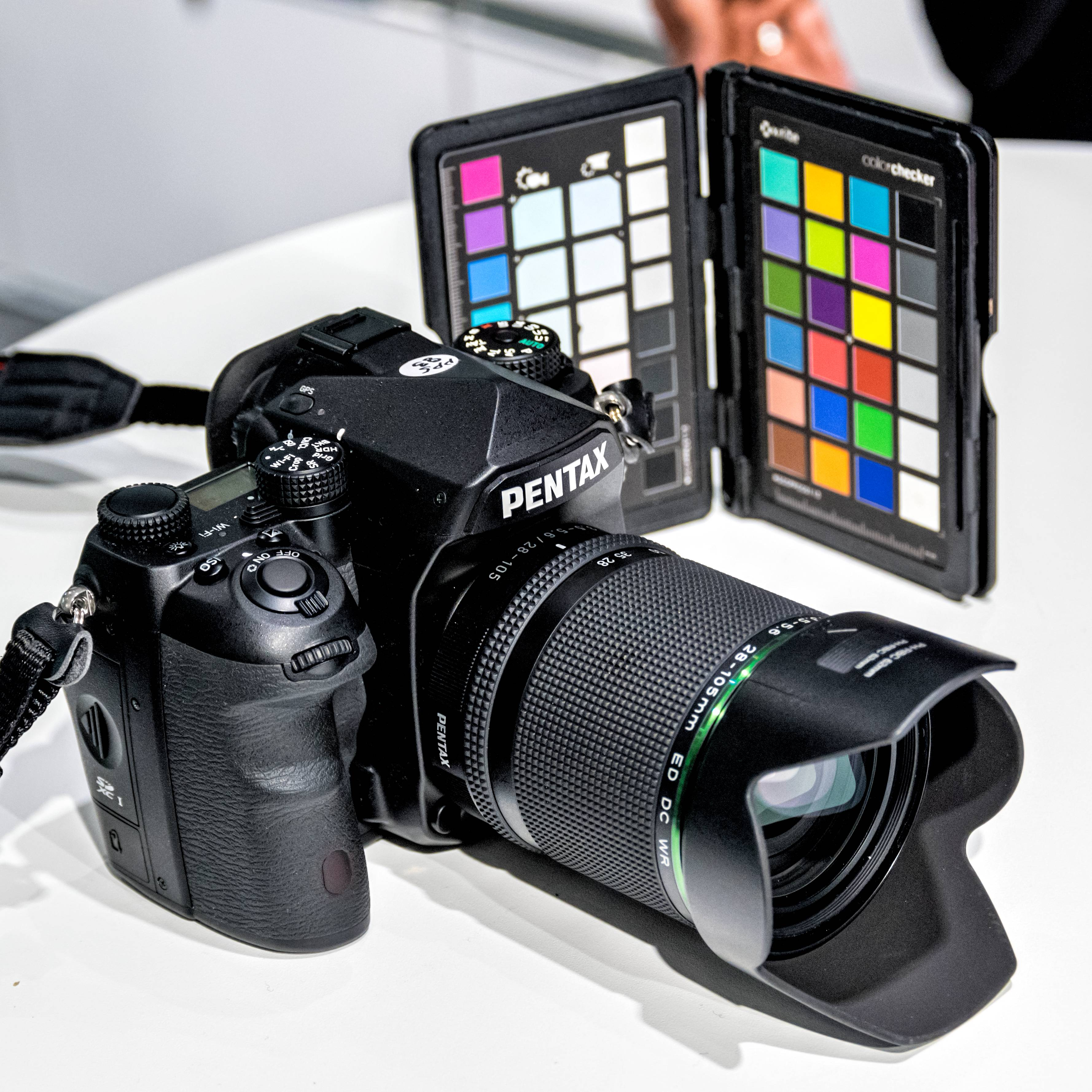
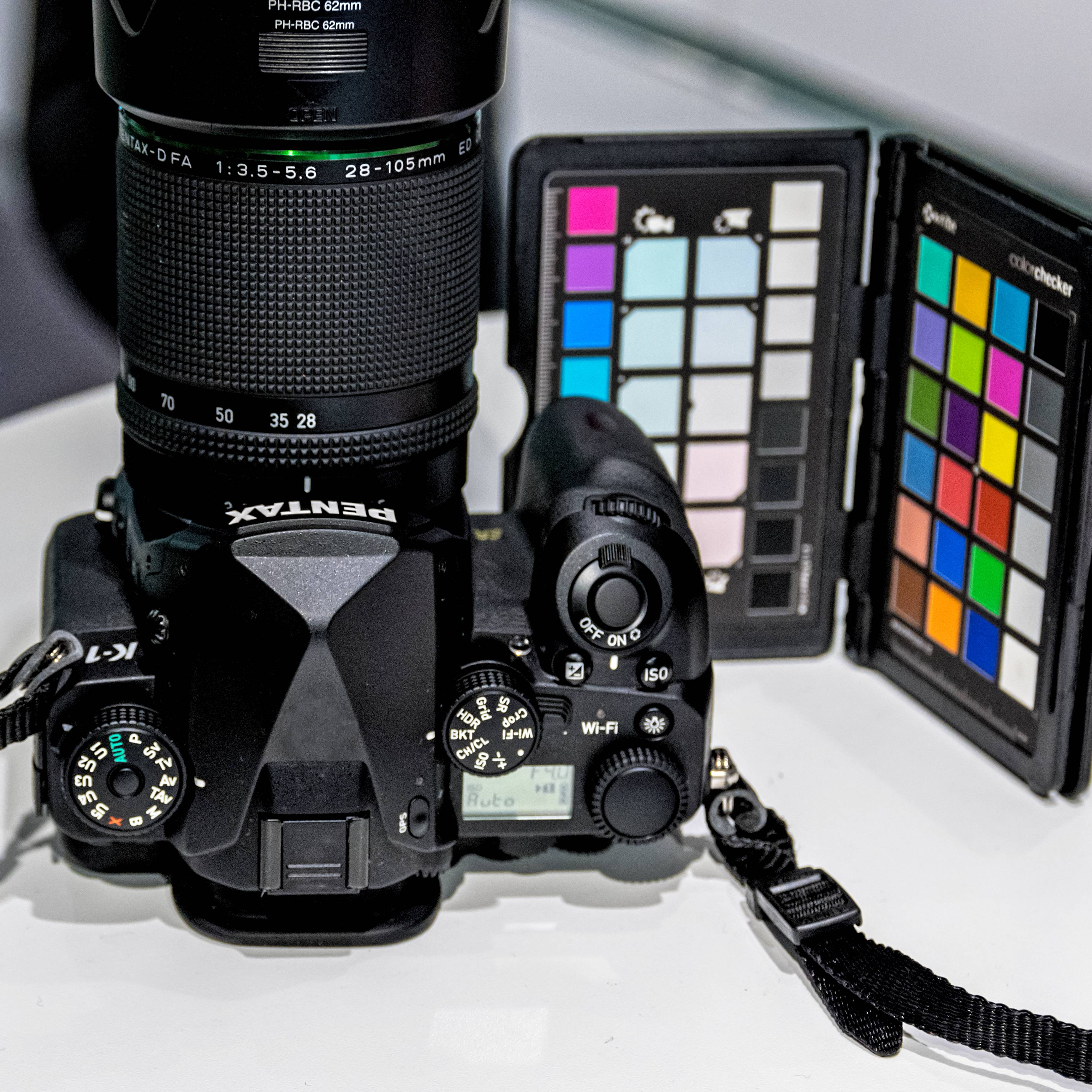
d'en haut
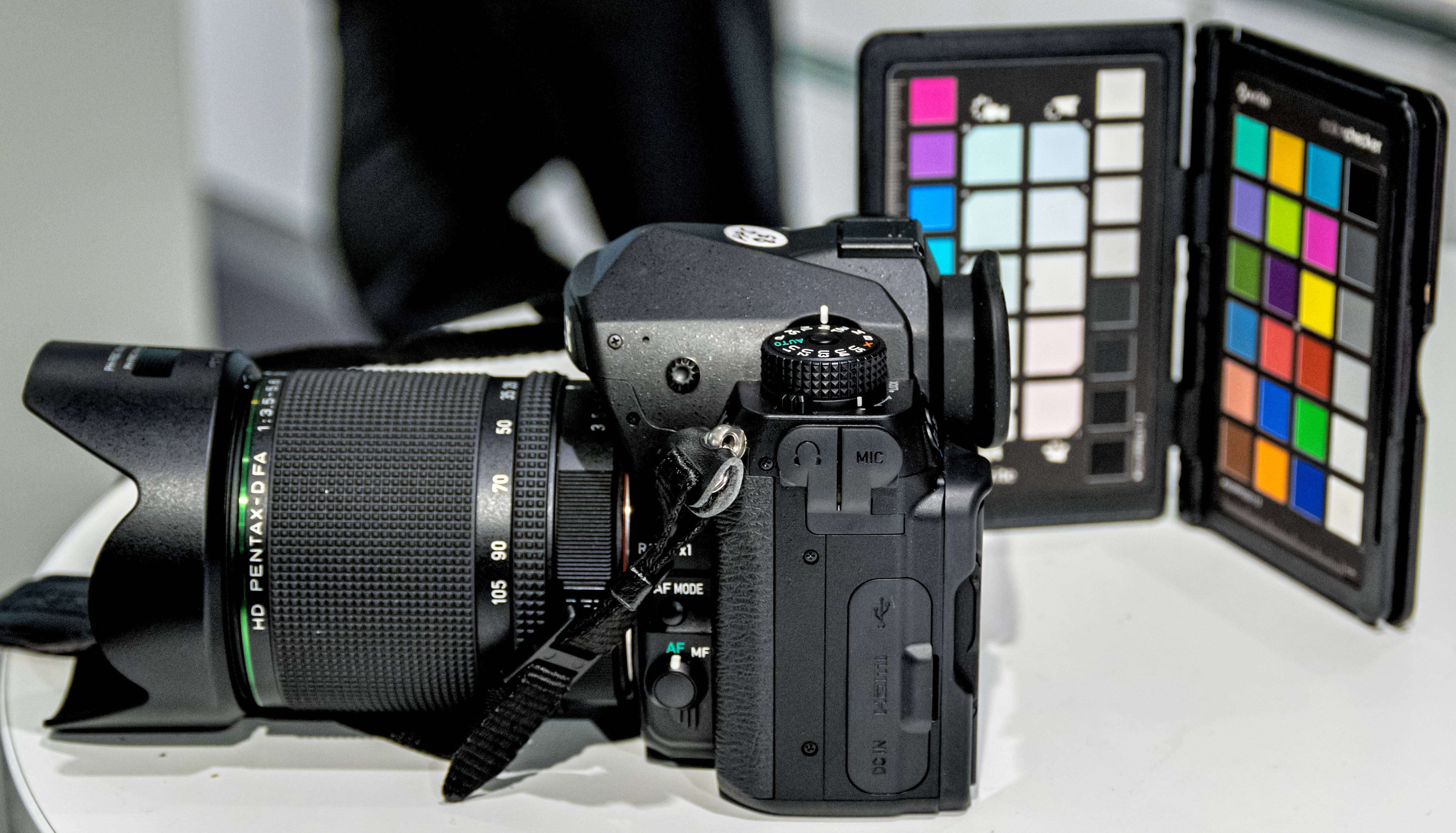
de la gauche
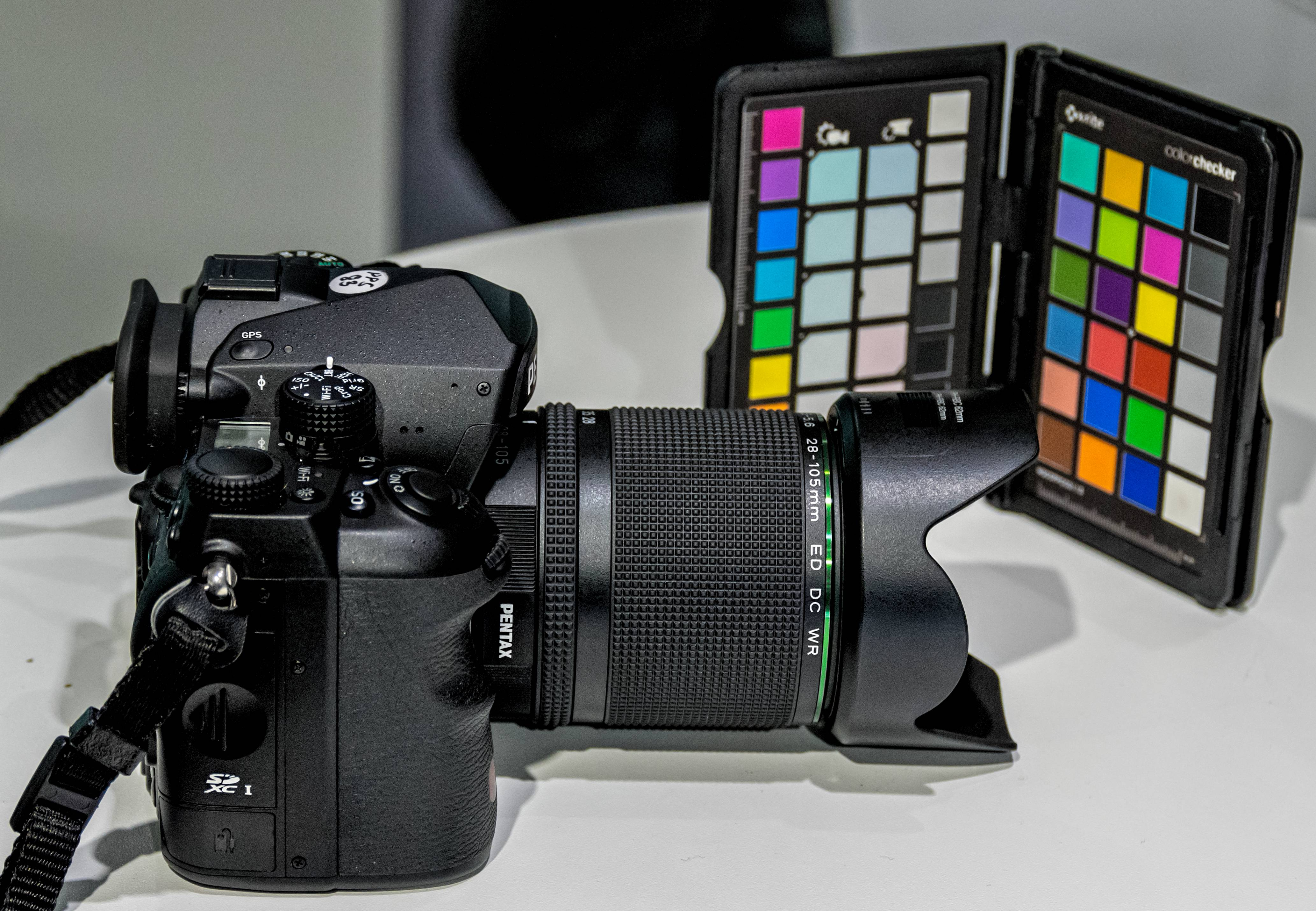
de la droite

### Autonomie
L'autonomie du K-1 a été annoncé à 750 vues, qu'il est possible d'étendre par le biais de la poignée DBG-6 introduite en complément du boitier. 

### Problèmes de compatibilité
Après la sortie du Pentax K-1, des problèmes de compatibilités ont été constatés avec certaines optiques tiers fabriquées par Sigma entraînant notamment une fine éraflure sur le boitier. Sigma a mis en place une opération de réparation le 27 mai 2016. Les optiques concernées sont les 30mm F1.4 DC HSM Art, 35mm F1.4 DG HSM Art, APO 50-500mm F4.5-6.3 DG OS HSM, 50mm F1.4 EX DG HSM, 85mm F1.4 EX DG HSM, 24-70mm F2.8 IF EX DG HSM, APO 70-200mm F2.8 EX DG OS HSM, APO 70-200mm F2.8 II EX DG MACRO HSM, APO 50-150mm F2.8 II EX DC HSM, APO 120-400mm F4.5-5.6 DG OS HSM et APO 150-500mm F5-6.3 DG OS HSM[pertinence contestée].

## Récompenses
- TIPA Awards du meilleur reflex plein format expert 2016[3]

## Historique desfirmwares
- 1.10 : disponible depuis le 18 mai 2016, elle permet l'utilisation du Pentax K-1 connecté à un ordinateur utilisant Lightroom ou Image Transmitter 2[4]